# Musée Militaria
Le musée Militaria (en finnois : Museo Militaria) est un musée situé dans le quartier de Linnanniemi à Hämeenlinna en Finlande.

## Présentation
Le musée spécialisé est le résultat de la fusion, au début de 2013, du musée du pionnier Museum, du musée de l'artillerie finlandaise et du musée national des signaux . 
Le musée a une exposition principale et des expositions temporaires.

## Galerie

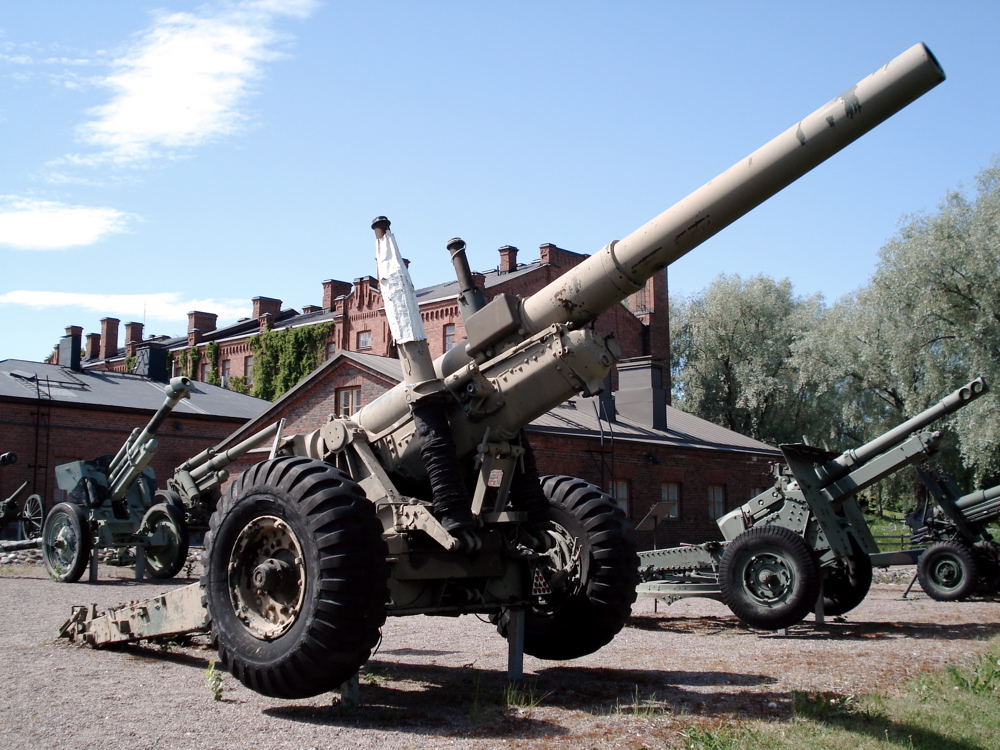
Obusier à canon anglais 140 KH39E
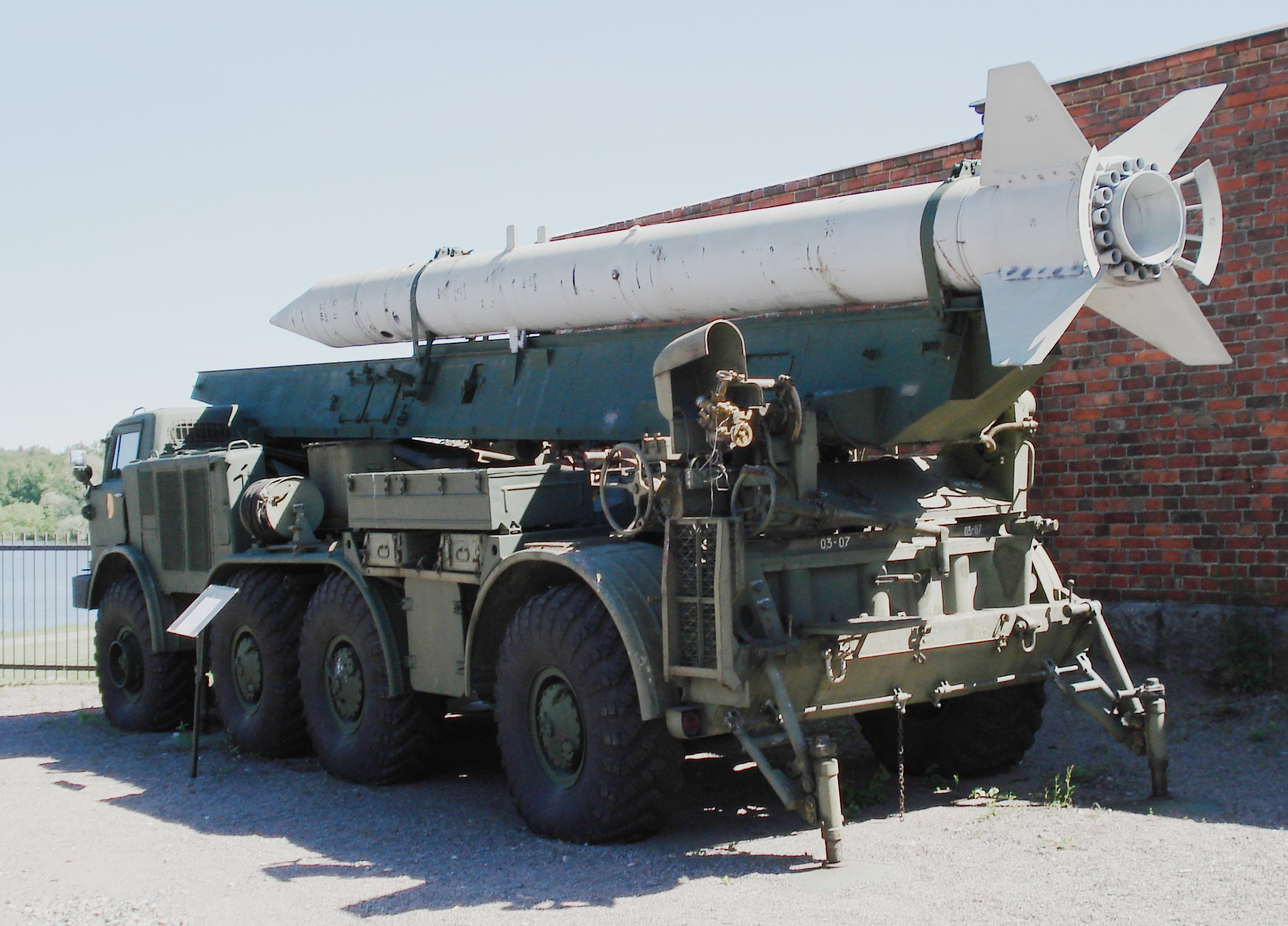
Roquette soviétique Luna-M
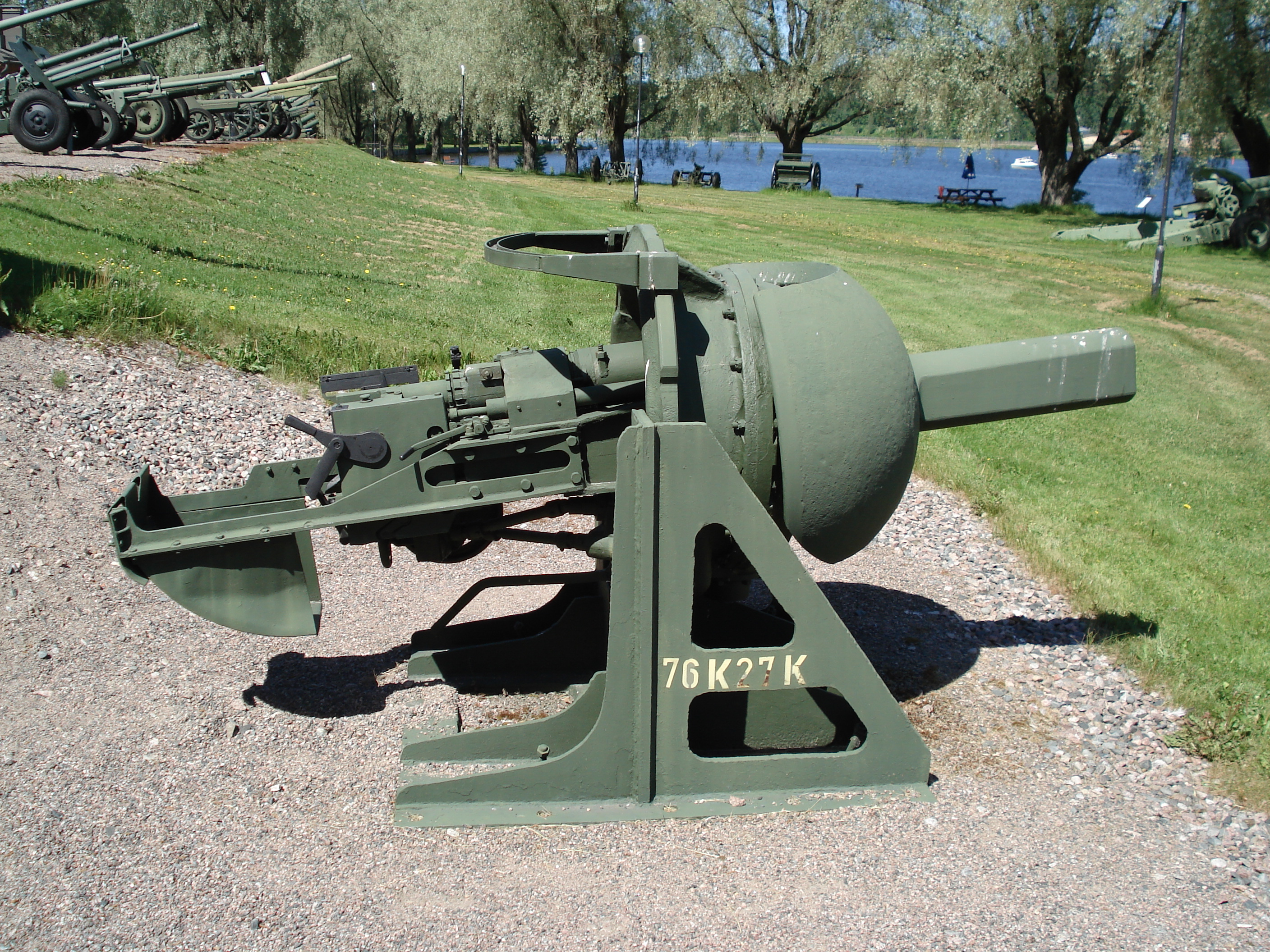
Canon de bunker russe modèle 76K27
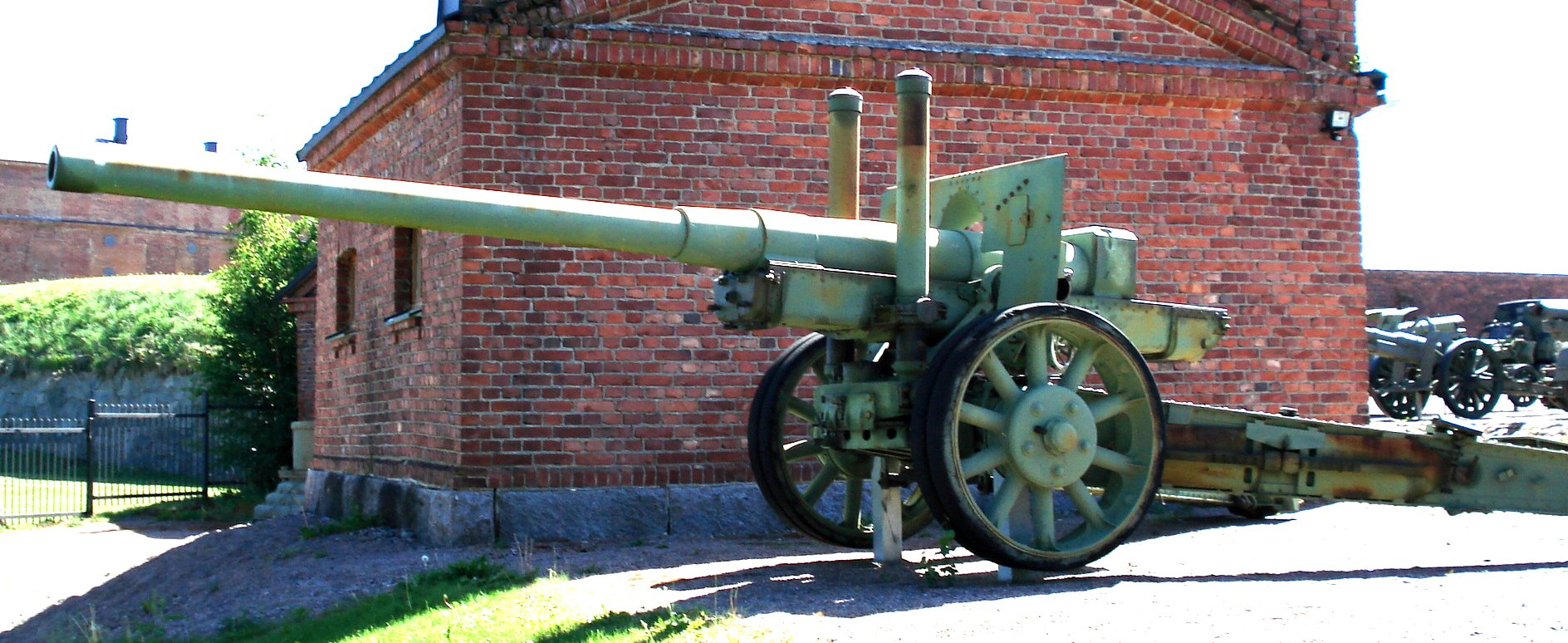
Canon soviétique 122 mm 122K31